# Střída (textilie)

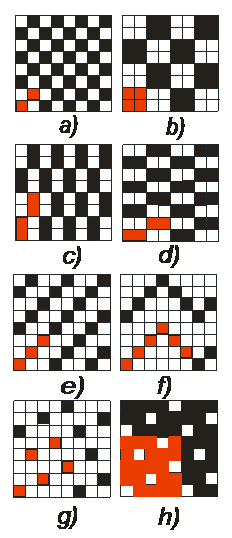
Vzornice jednoduchých vazeb tkanin

Střída (angl.: pattern repeat, něm.: Rapport) je část plošné textilie, která se jako vazba, vzor nebo tištěný motiv pravidelně opakuje.

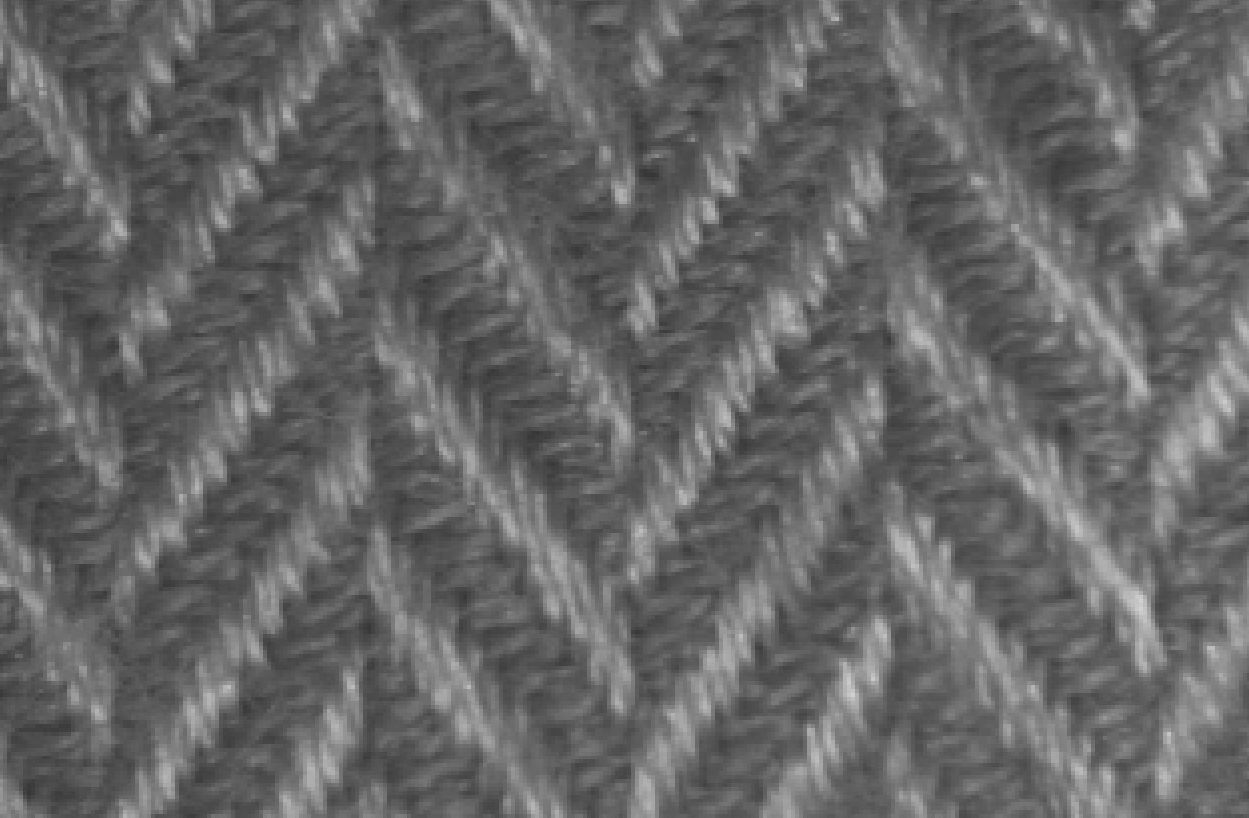
Vzorování tkaniny „rybí kostra“

- Střída vazby tkaniny je definována určitým počtem osnovních a útkových nití.[1]

Velikost střídy může být omezena druhem prošlupního ústrojí. Například na strojích s vačkovým prošlupním ústrojím se dají tkát jen vazby se střídou z maximálně 12 osnovních a 8 útkových nití.
- Střída vzoru tkaniny je dána počtem osnovních a útkových nití, který je zpravidla odlišný od střídy vazby.

Například na snímku vpravo je střída vzoru „rybí kostra“ několikanásobně větší než střída vazby lomeného kepru, ze kterého vzor sestává. Podobné poměry jsou u brokátu nebo damašku a dalších tkanin.
Na vzornicích vpravo jsou červeně značeny střídy vazeb tkanin:
a) plátno, b) panama, c) příčný ryps, d) podélný ryps, e) kepr, f) lomený kepr, g) útkový atlas h) osnovní atlas
- Střídy vazby pleteniny je definována jako nejmenší seskupení vazebních prvků, které se opakuje.

Velikost střídy je závislá na vybavení pletacích strojů (zámky, kladecí ústrojí apod.).
- Střída vzoru pletenin je podobně jako u tkanin odlišná od střídy vazby v ní obsažené.[5]
- Střída tištěných vzorů je vzorová jednotka, která se opakuje po celé délce i šířce textilie. Její vlastnosti jsou pevně určeny šablonou, formou nebo jiným vzorovacím zařízením. [6]

Označení střída se pro tištěné motivy používá jen ojediněle.